# Fricktal
La Fricktal (Valle di Frick) è una regione del canton Argovia nella Svizzera nord-orientale fra il Massiccio del Giura, la Foresta Nera e l'Altopiano svizzero. Vi risiedono circa 80 000 abitanti.

## Geografia
La Fricktal è una regione montuosa con rilievi relativamente modesti nel Giura tabulare svizzero. È delimitata a nord dal Reno (al confine con la Germania) a sud e ad est dal corso del fiume Aare e ad ovest confina col cantone di Basilea Campagna. La regione costituisce un importante collegamento fra le città di Zurigo e Basilea: è attraversata dall'autostrada A3 e dalla linea ferroviaria del Bözberg.18. Comuni della Fricktal costituiscono il Parco del Giura Argoviese (Jurapark Aargau), un parco naturale regionale di importanza nazionale.

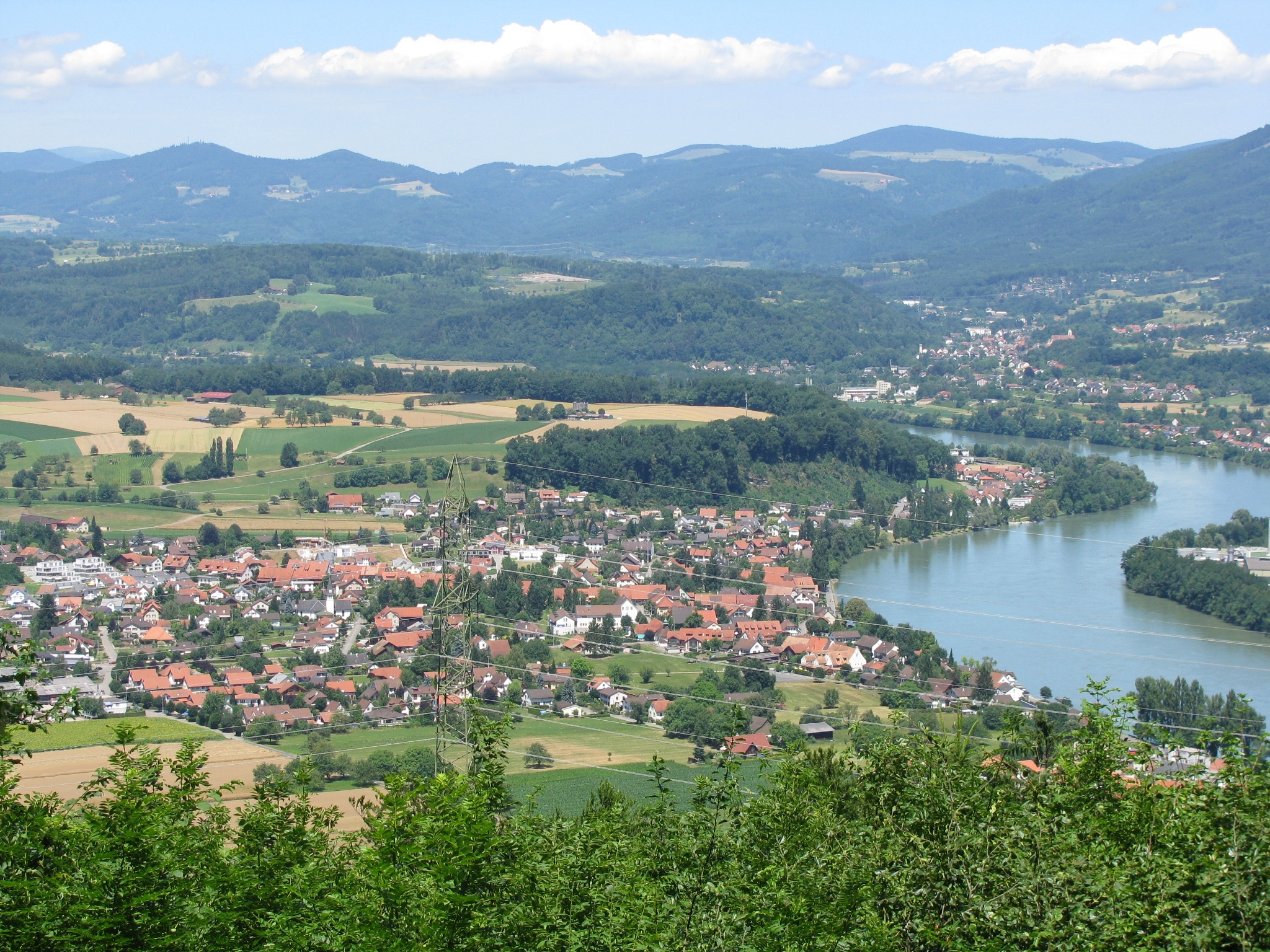
Wallbach sul Reno

### Dati statistici
- Superficie: 284 km²
- Abitanti: 81 128 (31-12-2016)
- Densità: 286 abitanti/km²
- Rilievo maggiore: 870 m slm (Räbnen, a Oberhof)
- Altitudine minore: 260 m slm (Sul Reno a Kaiseraugst)
- Centri maggiori: Rheinfelden (13 344 ab.), Möhlin (10 909 ab.)

## Popolazione
La parte superiore della valle ha un carattere più rurale a differenza della parte inferiore che con il suo carattere suburbano ospita la maggioranza della popolazione residente. 8 dei 36 comuni della regione (nell'area di Rheinfelden) fanno parte dell'agglomerazione di Basilea, con cui la Fricktal è fortemente e storicamente legata dal profilo economico e culturale. La zona era anticamente tedesca, e divenne svizzera per volontà di Napoleone.

## Clima

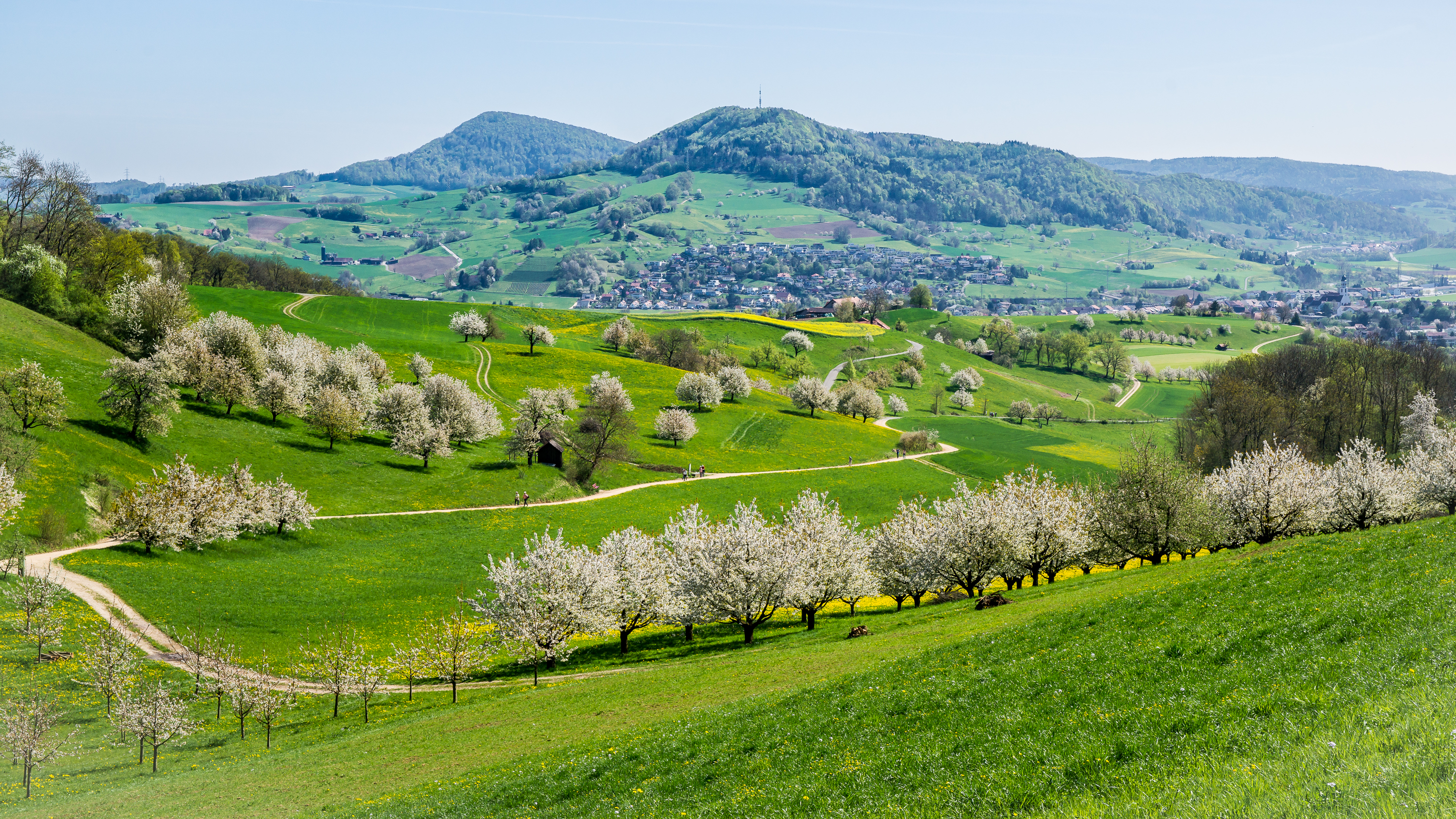
Paesaggio con ciliegi in fiore

Nella regione regna un clima molto mite, adatto per la produzione frutticola e vitivinicola. La regione lungo il Reno, incastonata fra il Giura e la Foresta Nera, è la regione più calda al nord delle Alpi e possiede fino a 40 giorni di sole in più della regione dell'Altopiano. Il 5 agosto 2003 la stazione meteo di Möhlin ha riportato 40,3 °C, che rappresenta la temperatura più alta misurata al nord delle Alpi.